# Агаронян, Григорий Петрович
Григорий (Григор) Петрович Агаронян (24 февраля 1896, Тифлис, Российская империя — 17 июля 1980, Ереван, Армянская ССР) — армянский советский скульптор. Член Союза художников СССР. Народный художник Армянской ССР (1967).

## Биография
Сын чеканщика по драгоценным металлам. После окончания Бакинского технического училища, переехал в 1914 году в Санкт-Петербург. Обучался скульптурному искусству в студиях Л. В. Шервуда и С. М. Зейденберга, посещал занятия в Высшем художественном училище.
С 1920 года — преподаватель скульптуры и заместитель директора Художественной школы им. А. В. Луначарского во Владикавказе.
В 1921 году — эмигрировал в Болгарию, где жил и творил до 1946 года. До 1923 года под руководством Ж. Спиридонова продолжал учёбу на скульптурном отделении Софийской Академии художеств.
В 1927—1928 годах стажировался в парижской мастерской A. Гюрджяна.
Вернувшись в Болгарию, работал учителем рисования в Дупнице, Пазарджике и Пловдиве.
Был членом Общества русских художников в Болгарии, некоторое время был его председателем (до 1946), участвовал в республиканских выставках. В 1925 провел персональную выставку в Дупнице. Участник Осеннего Салона в Париже (1937/1938).
В 1946 году вернулся на родину. Преподавал, был заведующим кафедрой скульптуры в Ереванском художественно-театральном институте.
В 1966 г. в Ереване состоялась выставка в связи с 70-летием со дня его рождения.
Сын — Ваге Григорьевич Агаронян (1933—1994) — пианист, заслуженный артист Армянской ССР, профессор Ереванской государственной консерватории имени Комитаса.

## Творчество
Автор ряда символических фигур, статуй, исторических образов, скульптурных портретов и бюстов из мрамора, гранита и бронзы.

## Избранные работы
- Памятники
  - П. Яворову, болгарскому поэту, выступавшему в защиту армян от турецкого геноцида (1928, гранит, установлен в центральном городском парке Софии «Борисов сад»),
  - А. С. Пушкину (1949),
  - А. П. Чехову (бронза, гранит, 1954) для Еревана,
  - В. И. Ленину для Ленинакана (1954; по эскизу С. Д. Меркурова),
  - Акопу Мегапарту, армянскому первопечатнику (1958) для хранилища древних рукописей Матенадаран в Ереване,
- бюст И. В. Сталина (1945),
- обелиск в честь 40-летия установления советской власти в Армении для Сисиана (1960),
- декоративная фигура «Мир» для Апарана (1965).
- бюст Дереника Демирчяна, армянского писателя, председателя коммунистической партии Ливана Парамаза (установлен в Бейруте).

Работы Г. Агароняна хранятся в Национальной картинной галерее Армении в Ереване, Музее изобразительного искусства в Софии.

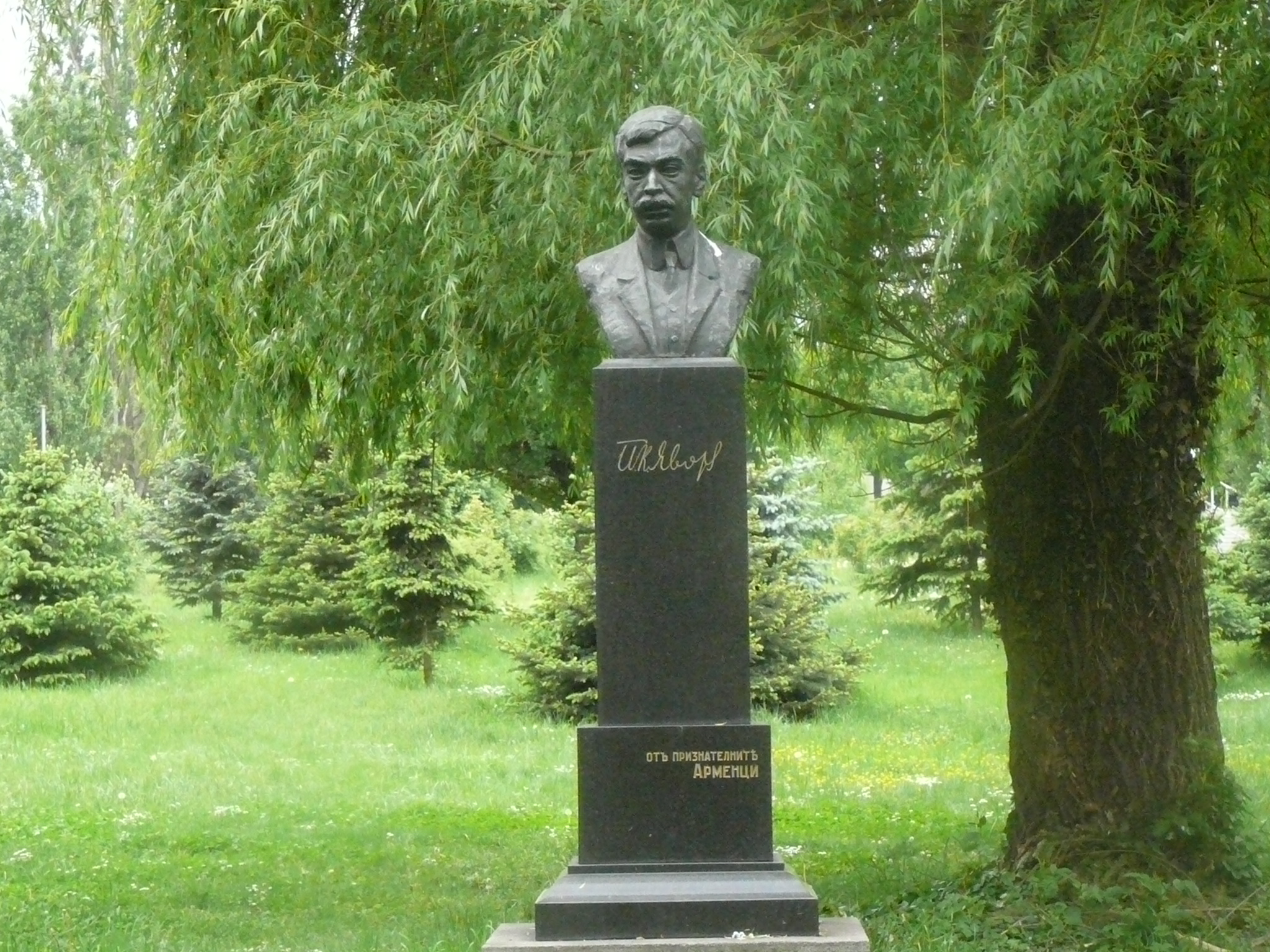
Памятник-бюст П. Яворову, болгарскому поэту, София
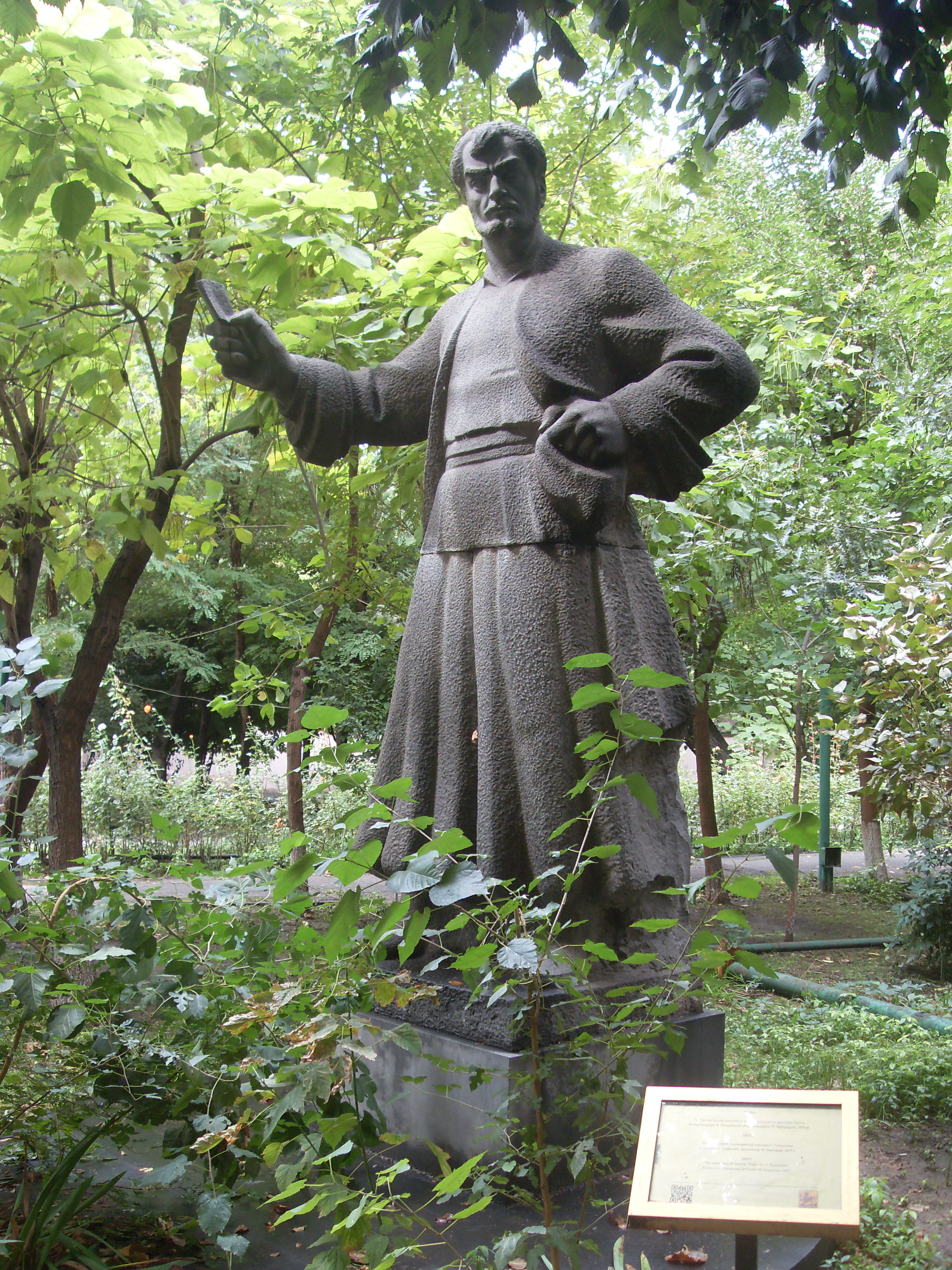
Памятник Пэпо-герою одноимённой пьесы Г. Сундукяна в Ереване
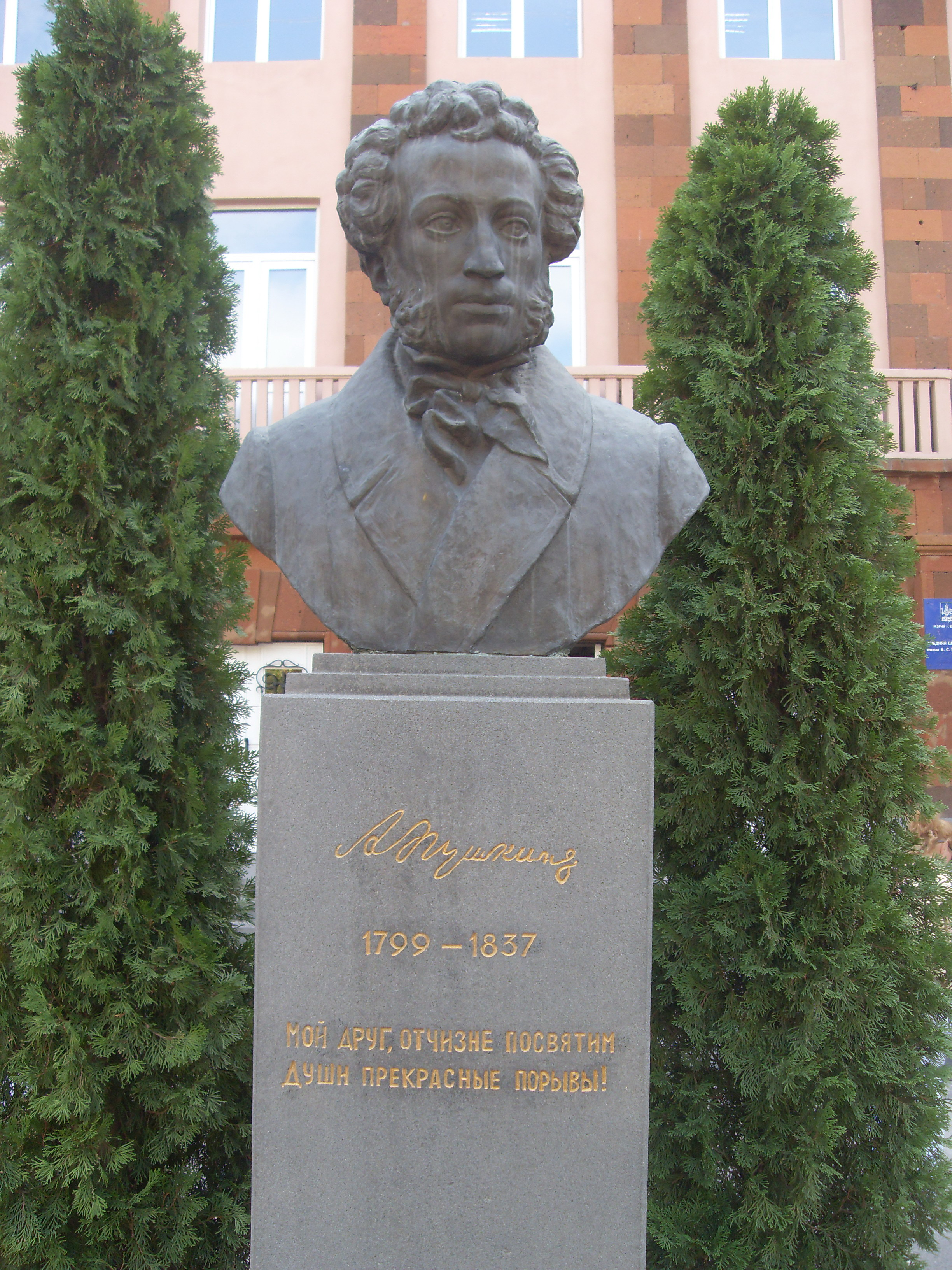
Бюст А. С. Пушкина в Ереване
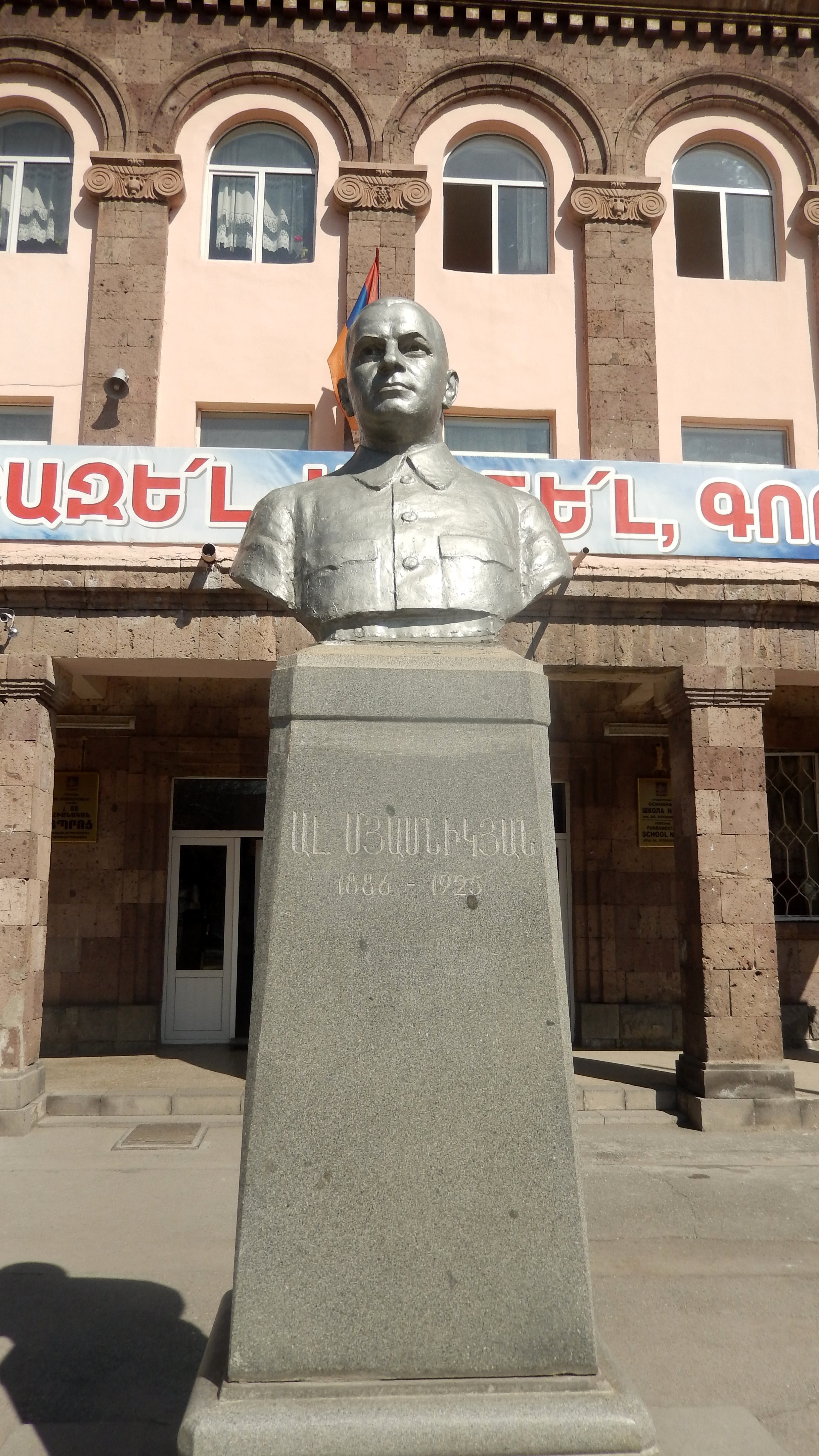
Бюст А. Мясникову  в Ереване
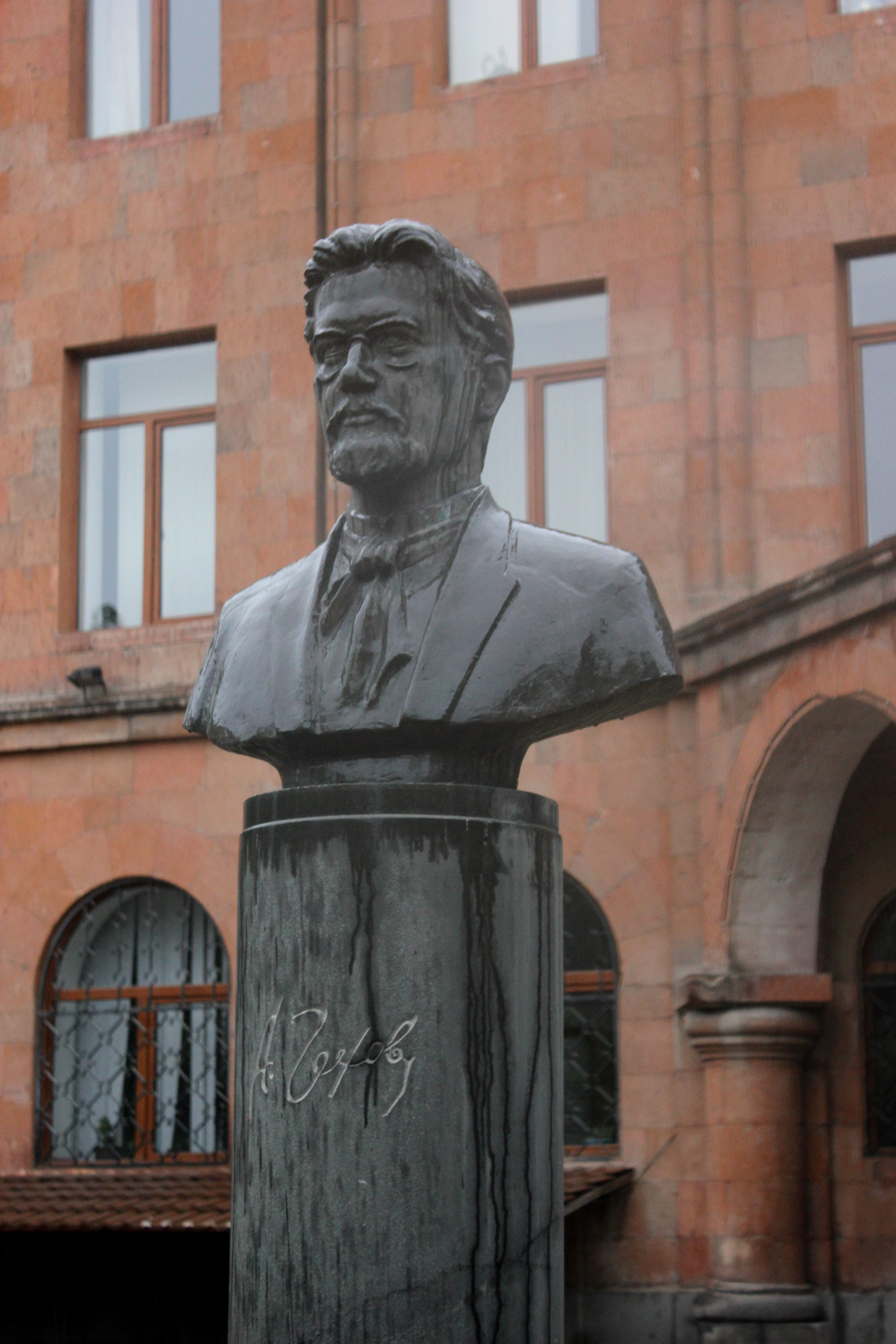
Бюст А. Чехову в Ереване

## Награды
- Заслуженный деятель искусств Армянской ССР (1956).
- Народный художник Армянской ССР (1967).
- Орден «Кирилл и Мефодий» I степени (НРБ, 1966).